# Javier Chirinos
Javier Chirinos (Lima, 8 maggio 1960) è un ex calciatore peruviano, di ruolo centrocampista.

## Carriera
Ha preso parte alla Copa América 1987, dopo aver debuttato in Nazionale nel 1985 e chiuso la carriera internazionale nel 1989 dopo 19 apparizioni.